# Mécanique populaire
 (juin 2011).
Si vous disposez d'ouvrages ou d'articles de référence ou si vous connaissez des sites web de qualité traitant du thème abordé ici, merci de compléter l'article en donnant les références utiles à sa vérifiabilité et en les liant à la section « Notes et références ».
Mécanique populaire est l'édition française de la revue mensuelle de vulgarisation technique américaine Popular Mechanics. Le premier numéro paraît en juin 1946 à l'initiative d'Adrien Albarranc, ingénieur, officier et résistant français qui avait connu l'édition américaine à Londres pendant la guerre. 

## Contenu
Outre une première partie (vulgarisation) consacrée aux nouveautés scientifique, technique, industrielle, une seconde partie abordait (bricolage) les réalisations à la portée d'un lecteur équipé d'un outillage personnel, et ceci dans différents domaines : automobile, maçonnerie, maquettisme, plomberie, électricité et de nombreux aménagements dans la maison.
L'envers de la première de couverture comprenait une liste de propositions de « plans complets de construction » (qui allait du sabot, un petit voilier d'initiation,  à une maison en blocs de béton, en passant par une scie circulaire ou  un tour à bois) , la page  sommaire, elle,  comprenait également celui du numéro suivant. Des publicités toutes orientées bricolage, fabrication,  enseignement technique et apprentissage personnel encadraient les feuillets des articles situés tous en pages centrales.
En dernière page une rubrique Petites Annonces permettaient aux lecteurs d'échanger, de vendre, d'acheter  leurs matériels ou réalisations ; quelquefois une page  offres d'emplois y figurait.

## Quelques-uns des  thèmes traités
- Bateau à voile sur glace, no 43, décembre 1949
- Les Voyages dans la lune, no 49, juin 1950
- Un saut de 13 500 mètres, no 57, février 1951
- Les « Avions tropicaux » relient les deux Amériques, no 59, avril 1951
- Le Monde nouveaux des textiles artificiels, no 63, août 1951
- Construisez cette voiturette de course, no 64, septembre 1951
- Les Voitures européennes ; partie « dans ce numéro » : Le Tunnel du Mont-Blanc ; partie « pour le bricoleur » : Construisez un modèle réduit d'avion téléguidé, no 73, juin 1952
- Section spéciale Automobile à l'occasion du Salon de l’auto, no 113, octobre 1955
- Pourquoi ne pas construire un tunnel pour bateaux de l'Atlantique au Pacifique - Présentation de la nouvelle DS19 de Citroën par un spécialiste américain, no 122, juillet 1956
- Exploration des fonds marins,  no 166, mars 1960

## Sources
- Les exemplaires du magazine lui-même